# Bombus bahiensis
Bombus bahiensis é uma espécie de mamangava.
Endêmica do Brasil, sua distribuição geográfica é restrita às florestas Costeiras da Bahia e do norte do Espírito Santo.
Encontra-se em perigo de extinção devido à sua limitada distribuição geográfica e à destruição de seus habitats.

## Referẽncias
1. 1 2 3  Santos Júnior, José E.; Silveira, Fernando A.; Oliveira, Ubirajara; Dias, Cayo A. Rocha; Santos, Fabrício R. (2019). «Conservation and historical distribution of two bumblebee species from the Atlantic Forest». Systematics and Biodiversity. 17 (1): 22–38. ISSN 1477-2000. doi:10.1080/14772000.2018.1530313
2. 1 2  Santos Júnior, José Eustáquio; Santos, Fabrício R.; Silveira, Fernando A. (2015). «Hitting an Unintended Target: Phylogeography of Bombus brasiliensis Lepeletier, 1836 and the First New Brazilian Bumblebee Species in a Century (Hymenoptera: Apidae)». PLOS ONE. 10 (5): –0125847. ISSN 1932-6203. doi:10.1371/journal.pone.0125847
3. ↑  Rigueira Jr, Itamar (2 de dezembro de 2019). «Pela sobrevivência». Boletim da Universidade Federal de Minas Gerais, nº 2083. Cópia arquivada em 4 de agosto de 2020. Em sua tese de doutorado, defendida em 2017 na UFMG, José Eustáquio descreveu a espécie Bombus bahiensis, que ele descobriu ainda no mestrado. Sua área de distribuição está compreendida entre o norte do Espírito Santo e o sul da Bahia. Ela se distingue ligeiramente da Bombus brasiliensis, encontrada desde o Espírito Santo até o extremo sul do Brasil e também em países como Argentina, Paraguai e Uruguai. Alguns anos depois dos primeiros achados de Bombus bahiensis, Eustáquio e companheiros de pesquisa constataram que a espécie teve reduzida sua área de distribuição, possivelmente restrita agora à cidade baiana de Ilhéus e regiões adjacentes. Bombus bahiensis corre o risco de extinção.
4. ↑  Santos Júnior, José Eustáquio (2017). BIOGEOGRAFIA HISTÓRICA DAS ESPÉCIES DE MAMANGAVAS COM ÊNFASE NAS ESPECIES NEOTROPICAIS: IMPLICAÇÕES SISTEMÁTICAS E PARA A CONSERVAÇÃO (Tese de Doutorado em Genética). Belo Horizonte: UFMG